# Асклепіадів вірш
Асклепіа́дів ві́рш — античний вірш, створений елліністичним поетом Александрійської доби Асклепіадом Самоським (3 ст. до н. е.), використовуваний пізніше римським поетом Горацієм (65 — 8 рр. до н. е.), зокрема у перекладеній М. Зеровим оді «Римській державі»:
Вже нема на тобі паруса цілого,
Ні богів над кермом, сильних заступників,
Марно чванишся, ніби
Ти із кедра понтійського (…).
—U/—UU/—//—UU/—UU

Клаузула має бути під ритмічним акцентом, але в перекладі це не зауважено; тобто віршовий рядок після цезури мав би такий вигляд: —UU/—U/—.